# Dragan Mladenović (rokometaš)
Dragan Mladenović, jugoslovanski (srbski) rokometaš, * 29. marec 1956, Pirot.
Leta 1984 je na poletnih olimpijskih igrah v Los Angelesu v sestavi jugoslovanske rokometne reprezentance osvojil zlato olimpijsko medaljo.